# Інститут прикладних досліджень (Єрусалим)
31°43′03″ пн. ш. 35°12′24″ сх. д. / 31.717501779392° пн. ш. 35.206777107191° сх. д.
Інститут прикладних досліджень — Єрусалим (ARIJ; араб. معهد الابحاث التطبيقية - القدس , івр. המכון למחקר יישומי — ירושלים) — палестинська неурядова організація, заснована в 1990 році з головним офісом у Вифлеємі на Західному березі річки Йордан. ARIJ активно працює над дослідницькими про
ктами в галузі управління природними ресурсами, водного господарства, сталого сільського господарства та політичної динаміки розвитку на палестинських територіях .

## Проєкти

### POICA
Спільно з Центром досліджень землі (LRC) ARIJ веде спільний проєкт під назвою POICA («Око на Палестину — моніторинг ізраїльської колонізаційної діяльності на палестинських територіях»). Проєкт, що фінансується Європейським Союзом, перевіряє та перепровіряє ізраїльську колонізаційну діяльність на Західному березі річки Йордан і в секторі Газа, а також розповсюджує відповідну інформацію серед законотворців у європейських країнах та серед широкої громадськості.

### Екологічна переробка відходів
У 2011 році ARIJ разом з TTZ Bremerhaven, Університетом Естремадури та Інститутом мембранних технологій Італійської національної дослідницької ради (CNR-ITM) розпочали проєкт під назвою «Стала переробка та оцінка відходів оливкового виробництва в Палестині». Проєкт фінансується Європейським Союзом у рамках Сьомої рамкової програми.

### Фінанси
- Іспанське агентство з міжнародного співробітництва в галузі розвитку

## Виноски
1. ↑  About The Project. Архів оригіналу за 31 жовтня 2016. Процитовано 1 березня 2022.
2. ↑  Capacity Building for Sustainable Treatment and Valorization of Olive Mill Waste in Palestine. Архів оригіналу за 12 травня 2014. Процитовано 1 березня 2022.